# Les Coptes : la croix des pharaons
 (août 2019).
Si vous disposez d'ouvrages ou d'articles de référence ou si vous connaissez des sites web de qualité traitant du thème abordé ici, merci de compléter l'article en donnant les références utiles à sa vérifiabilité et en les liant à la section « Notes et références ».
Les Coptes : la croix des pharaons est un film documentaire réalisé par Jocelyne Saab en 1986.

## Fiche technique
- Réalisation : Jocelyne Saab
- Image : Jérôme Ricardou
- Son : Marc Julien
- Montage : Anne-Marie L'Hôte
- Production : FR3
- Droits de diffusion : Nessim Ricardou